# 曼努埃尔·巴斯克斯·蒙塔尔万
曼努埃尔·巴斯克斯·蒙塔尔万（西班牙語：Manuel Vázquez Montalbán，1939年6月14日—2003年10月18日），20世纪后半叶西班牙文坛的多产作家。同时是侦探小说家，传记作家，诗人，评论家。他还是一位美食家，以及巴塞罗那足球俱乐部的球迷。

## 生平

### 早年经历
1939年6月14日出生于巴塞罗那拉巴尔区。早年在巴塞罗那大学学习文学与哲学，后又赴马德里学习新闻传媒。1959年加入“人民解放战线”，参加了反对佛朗哥独裁统治的运动，在此期间多次被捕入狱。1961年加入加泰罗尼亚统一社会党，1962年因参与矿工罢工运动被判入狱三年，后由于若望二十三世逝世后的赦免令，他在服刑18个月后被释放。

### 创作生涯

#### 诗歌
他于1967年开始创作诗歌，后来被何塞·马里亚·卡斯特耶特列为“9位西班牙最新诗人”。

#### 传记
1988年，他出版了题为《世界文学场面与大作家肖像》，由威利·格拉索尔插图的儿童书。书中描绘了文学史上的众多著名人物，包括巴列-因克兰、加西亚·马尔克斯、黑塞、克里斯蒂、加西亚·洛尔卡、莎士比亚、贝克特、君特·格拉斯、玛格丽特·杜拉斯、塞万提斯、埃利亞斯·卡內蒂、歌德、阿尔贝·加缪、乔纳森·斯威夫特、卡夫卡、多丽丝·莱辛、納博科夫、博尔赫斯、詹姆斯·乔伊斯、让-保罗·萨特、托马斯·曼、威廉·福克納和海明威。

#### 小说
早年创作先锋派短篇小说。1974年前后的作品风格发生重大转变，开始从事与大众文化紧密相连的侦探小说创作，利用互文性将电影和喜剧手法引入小说。最知名的作品是佩佩·卡瓦略系列侦探小说。卡瓦略这个角色被设定为加利西亚人，原为西班牙共产党员，后投靠美国联邦调查局，当上了肯尼迪家族的保镖。他无所不能，会很多种语言，政治观念偏左。小说借其矛盾的形象讽刺了当时的社会实态。在该系列之外，他还创作了《加林德斯》（1990年）、《扼杀犯》（1994年）等作品，描绘暗杀事件，对当时社会流行的政治意识形态原则、心理学和精神病学、人类情感教育以及社会行为进行了深刻反思。

#### 专栏作家
他是《国家报》的专栏作家，与《胜利报》也长期保持合作关系。

#### 美食家
他还是一位美食家，他在自己的小说里大量展示了他的美食知识，还曾出版过三本美食书籍，包括《加泰隆尼亞飲食》。

### 逝世
2003年，他在从澳洲返回西班牙途中，在泰国曼谷国际机场转机时因心脏病突发而去世。

## 作品

### 佩佩·卡瓦略系列
卡瓦略系列从1972年的《我杀了肯尼迪》开始，塑造了卡瓦略这个西班牙文学中最著名的侦探形象。其中1979年的《南方的海》是西班牙语侦探小说史上最经典的作品之一。

### 其他作品
| 原文标题                                                  | 中文译名                              | 首版年份 | 备注                                             |
| --------------------------------------------------------- | ------------------------------------- | -------- | ------------------------------------------------ |
| Una educación sentimental                                 | 《一个情感教育》                      | 1967年   | 诗集                                             |
| Movimientos sin éxito                                     | 《不成功的运动》                      | 1969年   | 诗集                                             |
| A la sombra de las muchachas sin flor                     | 《在花样女孩的阴影下》                | 1973年   | 诗集                                             |
| Praga                                                     | 《布拉格》                            | 1982年   | 诗集                                             |
| Memoria y deseo                                           | 《记忆与欲望》                        | 1983年   | 诗集                                             |
| Recordando a Dardé y otros relatos                        | 《想起达德》                          | 1969年   | 小说（短篇小说集）                               |
| El pianista                                               | 《钢琴师》                            | 1985年   | 小说                                             |
| Los alegres muchachos de Atzavara                         | 《阿特萨瓦拉的快乐小伙子》            | 1987年   | 小说（社会小说）                                 |
| O César o nada                                            | 《要么当凯撒，要么什么都不是》        | 1998年   | 小说                                             |
| Autobiografía del general Franco                          | 《佛朗哥将军自传》                    | 1992年   | 小说                                             |
| Galíndez                                                  | 《加林德斯》                          | 1990年   | 小说（侦探小说）                                 |
| El estrangulador                                          | 《扼杀犯》                            | 1994年   | 小说（侦探小说）                                 |
| Informe sobre la información                              | 《有关信息的报告》                    | 1963年   | 散文                                             |
| Manifiesto subnormal                                      | 《亚正常宣言》                        | 1970年   | 散文                                             |
| Crónica sentimental de España                             | 《西班牙感情纪实》                    | 1971年   | 散文                                             |
| Joan Manuel Serrat                                        | 《优安·曼努埃尔·色拉特》              | 1972年   | 散文                                             |
| La penetración americana en España                        | 《美国在西班牙的渗透》                | 1974年   | 散文                                             |
| Cómo liquidaron al franquismo en dieciséis meses y un día | 《如何在16个月零1天里清除佛朗哥主义》 | 1977年   | 散文                                             |
| Mis almuerzos con gente inquietante                       | 《我与令人不安的人物的午餐》          | 1984年   | 散文                                             |
| Un polaco en la corte del rey Juan Carlos                 | 《胡安·卡洛斯国王宫廷里的一个波兰人》 | 1996年   | 散文                                             |
| La literatura en la construcción de la ciudad democrática | 《民主城市建构中的文学》              | 1998年   | 散文                                             |
| Y Dios entró en La Habana                                 | 《上帝进入哈瓦那》                    | 1998年   | 散文（关于菲德尔·卡斯特罗与若望·保祿二世的会晤） |

## 中文译本
- 巴斯克斯·蒙塔尔万. . 由李静翻译. 人民文学出版社. 2008年. ISBN 9787020068319.
- 巴斯克斯·蒙塔尔万. . 由杨玲翻译. 人民文学出版社. 2011年. ISBN 9787020081882.
- 巴斯克斯·蒙塔尔万. . 由汪天艾翻译. 人民文学出版社. 2019年. ISBN 9787020129058.

## 获奖情况
他的多部小说获西班牙行星小说奖，以及法国国际侦探小说大奖等国际性小说奖项。1995年获西班牙国家文学奖。

## 纪念

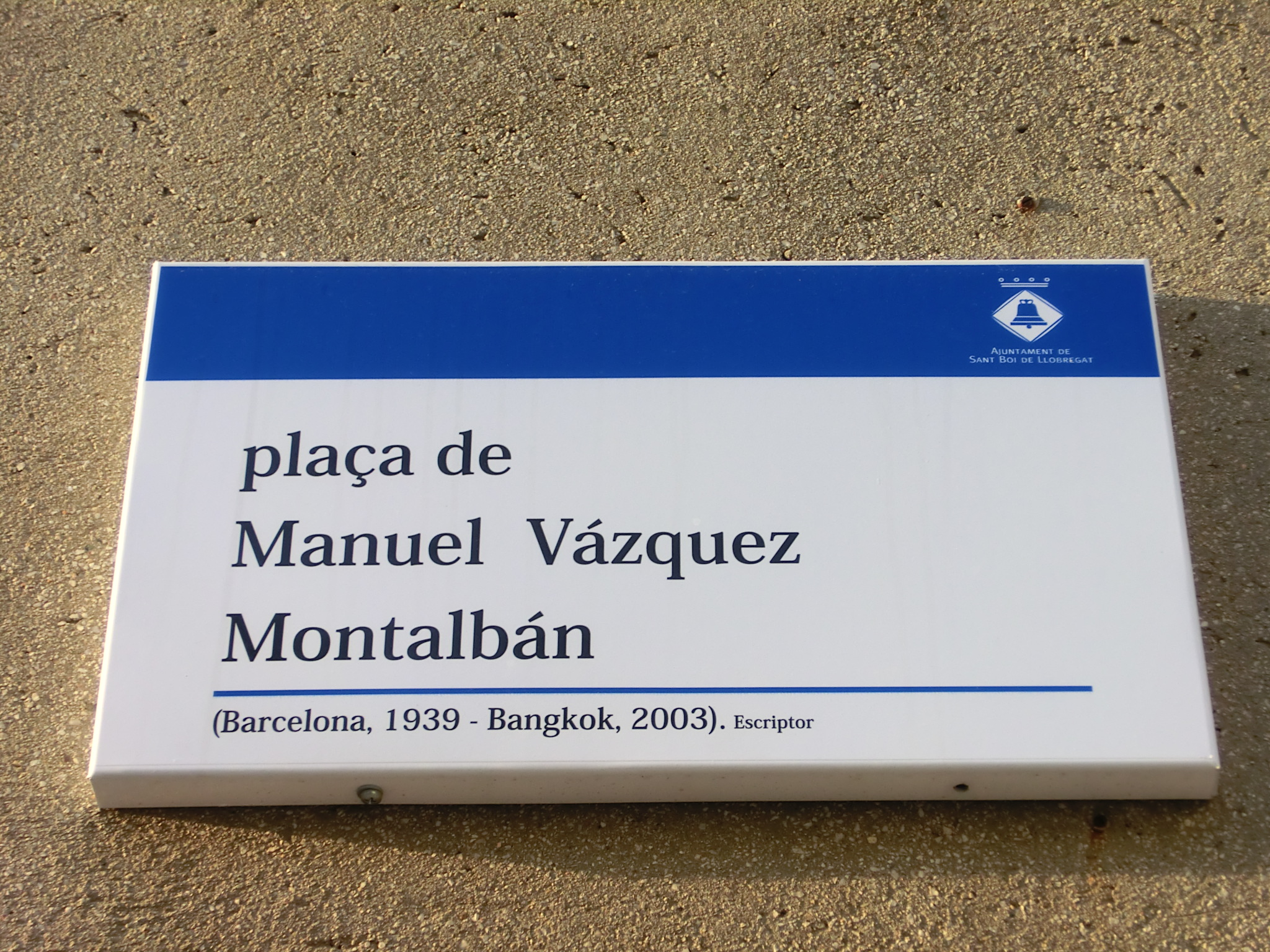
位于圣包迪利奥-德略布雷加特的纪念广场

- 为了纪念蒙塔尔万，巴塞罗那足球俱乐部和加泰罗尼亚记者学会在2004年创办了“巴斯克斯·蒙塔尔万新闻奖”，该奖包括体育新闻奖、文化与政治新闻奖[11]。

- 意大利著名推理小说家安德烈亚·卡米莱里将他推理小说的主人公命名为萨尔沃·蒙塔尔瓦诺（Salvo Montalbano）。